# Kazusuke Ogawa
Kazusuke Ogawa (小川和佑, Ogawa Kazusuke, 29 de abril de 1930 - 20 de setembro de 2014) foi um crítico literário japonês.
Ogawa nasceu em Tóquio, e graduou-se Departamento de Literatura da Universidade de Meiji em 1951. Tendo Shin'ichirō Nakamura como seu mentor, ele começou a escrever poesia e crítica literária, e depois de um período como professor de ensino médio em Prefeitura de Tochigi, tornou-se professor assistente na Universidade de Mulheres Showa. Depois de se aposentar, ele também trabalhou como professor em sua alma mater e em Universidade de Tóquio Denki. Depois de 1990 muitos de seus escritos centrados em flores de cerejeira.
Ele morreu em 20 de setembro de 2014 de câncer de estômago.

## Obras (seleção)
- "Shiki" to sono shijin, 1970
- Miyoshi Tatsuji kenkyū, 1970
- Shōwa jojōshi kenkyū : Tachihara Michizō kōshō to giron, 1971
- Miyoshi Tatsuji no sekai, 1972
- Itō Shizuo ron, 1973
- Shōwa bungaku ron kō, 1975
- Takahashi Kazumi kenkyū, 1976
- Tachihara Michizō kenkyū, 1977
- Gendaishi dochaku to genshitsu, 1976
- Ritoru magajin hakkutsu : bungakushi no suiheisen, 1976
- Shōwa bungaku no ichisokumen : shiteki kyōensha no bungaku, 1977
- Tachihara Michizō ai no tegami : bungaku arubamu, 1978
- Karuizawa : bundan shiryō, 1980
- Itō Shizuo : kokō no jojō shijin, 1980
- Bunmei kaika no shi, 1980
- Bungakuhi no aru fūkei : shi no kokoro shi no fūdo, 1983
- Hori Tatsuo sono ai to shi, 1984
- Mishima Yukio : han "Nihon rōmanha" ron, 1985
- Hori Tatsuo : sakka no kyōgai, 1986
- Sakura no bungakushi, 1991
- Shōka, sanbika, gunka no shigen, 2005
- Sakura to Nihon bunka : seimeibi kara sange no hana e, 2007